# 孔肯
孔肯是德国莱茵兰-普法尔茨州的一个市镇。总面积7.04平方公里，总人口741人，其中男性373人，女性368人（2011年12月31日），人口密度105人/平方公里。